# Aartsbisschoppelijk paleis (Napels)

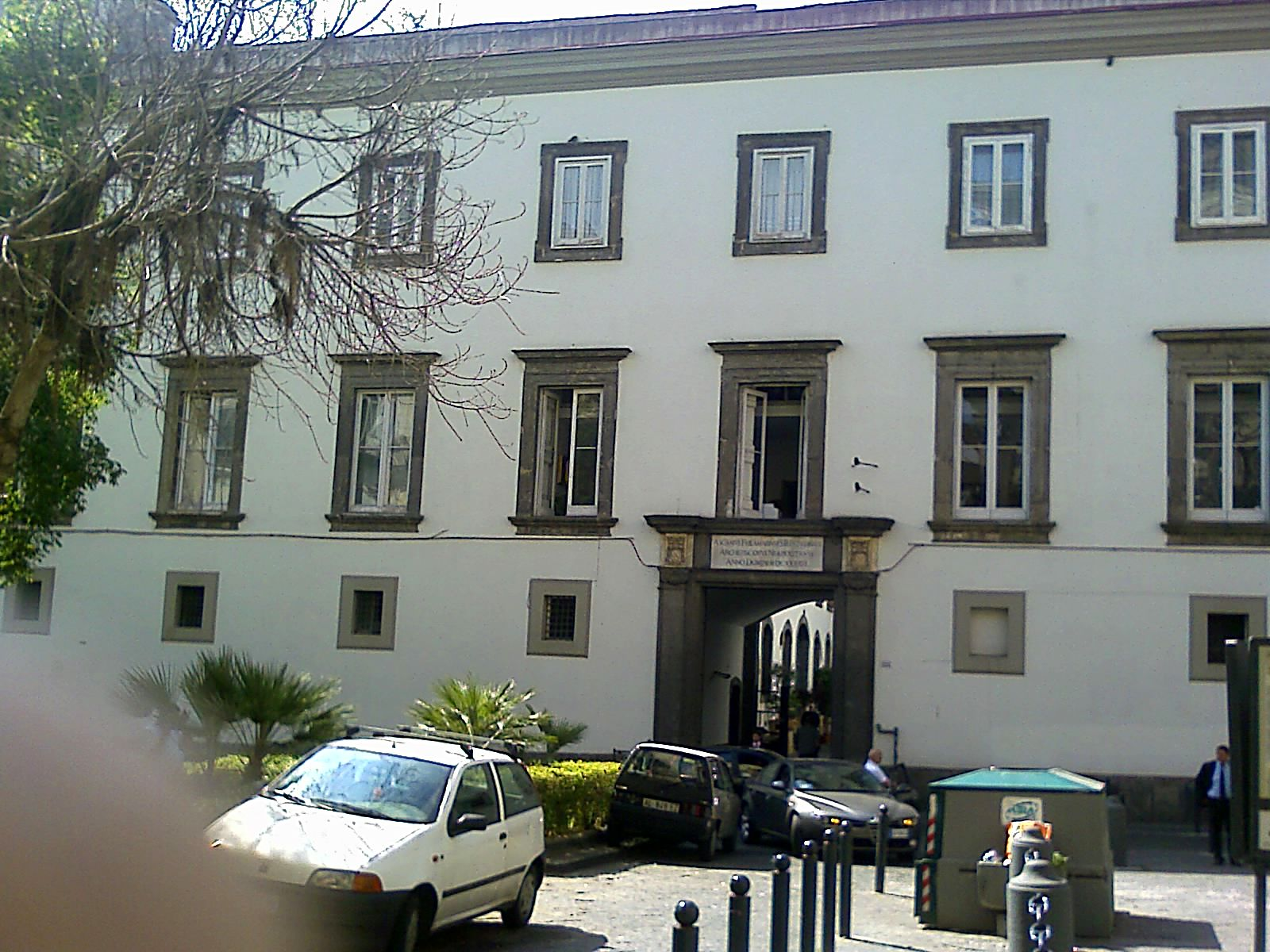
Aartsbisschoppelijk paleis in Napels

Het aartsbisschoppelijk paleis (15e eeuw) van de Zuid-Italiaanse stad Napels bevindt zich naast de Duomo of Dom. Het complex heeft een binnenplaats waar de vleugels die gebouwd zijn in verschillende eeuwen, op uitkijken.

## Historiek
Het paleis stond aan de weg die ooit de Romeinse oost-west as Decumanus Superior van Neapolis was. Op deze plek stonden in de Middeleeuwen twee gebouwen: een basiliek en een paleis. De Basilica del Salvatore of Basilica Stefania dateerde van de 5e eeuw en was het werk van bisschop Stefano I van Napels. Het paleis ernaast was het 13e-eeuws paleis van de familie Minutolo. Kardinaal-aartsbisschop Enrico Capece Minutolo (1350-1412) gaf het bevel om het paleis van zijn familie uit te breiden ten koste van de vervallen basiliek. Er ontstond zo een verbinding tussen de tuin van het aartsbisschoppelijk paleis en de kathedraal. Catalaanse bouwinvloed wordt vermoed op basis van bepaalde kenmerken in portalen die overgebleven zijn.
In de 16e eeuw kocht kardinaal-aartsbisschop Alfonso Carafa het paleis van de familie Minutolo op. Hij veranderde het in een priesterseminarie en ging er niet wonen. Zijn nazaat, Decio Carafa, bouwde het paleis 
wel uit voor zichzelf tot een aartsbisschoppelijke residentie. De façade aan de zijde van het plein Largo Donnaregina is te danken aan zijn bouwplannen.
Later in de 17e eeuw deed kardinaal-aartsbisschop Ascanio Filomarino een laatste uitbreiding, wat het paleis zijn huidig uitzicht geeft. Drie portalen geven toegang tot het binnenhof. In een van de poortgebouwen is een 9e-eeuwse marmeren kalender opgehangen. De kalender werd bij toeval ontdekt in de kerk San Giovanni Maggiore (1742). De marmeren plaat werd opgehangen in het aartsbisschoppelijk paleis. Het geeft een idee van de Griekse invloed die nog tijdens de 9e eeuw heerste in de liturgie bij Napolitaanse geestelijken. Ook hebben aartsbisschoppen andere archeologische stukken bewaard in hun paleis, zoals 12e-eeuwse reliëfs. 
Een marmeren beeld van San Gennaro, een van de patroonheiligen van de kathedraal, staat aan de doorgang naar de kathedraal; het beeld is van de hand van Giuglio Mencaglia. Barokke fresco’s van Giovanni Lanfranco verfraaien het laatst aangebouwde stuk. Op de eerste verdieping bevindt zich een pronkzaal. Een dubbele marmeren trap leidt naar deze zaal. Vijf hoge vensters kijken uit op het binnenhof.
- Virtual International Authority File: 238163347